# Enrique Carretero
Enrique Carretero García (* 11. April 1926 in Córdoba, Argentinien; † 24. August 2010 in Tampico, Mexiko) war ein argentinischer Fußballspieler, der vorwiegend im Mittelfeld agierte und nach seiner aktiven Laufbahn als Sportchronist tätig war.

## Laufbahn
Carretero begann seine Profikarriere beim CA San Lorenzo de Almagro und wechselte im Alter von 21 Jahren zum mexikanischen CD Tampico, bei dem er zwölf Jahre lang unter Vertrag stand und mit dem er in der Saison 1952/53 die mexikanische Fußballmeisterschaft gewann.
Carretero blieb auch nach dem Ende seiner sportlichen Laufbahn in Tampico, wo er im Alter von 76 Jahren an einem Herzinfarkt verstarb.

## Erfolge
Mexikanischer Meister: 1952/53